# Cantón las Cruces
Cantón las Cruces är en ort i Mexiko.   Den ligger i kommunen Tapachula och delstaten Chiapas, i den sydöstra delen av landet, 900 km sydost om huvudstaden Mexico City. Cantón las Cruces ligger 619 meter över havet och antalet invånare är 282.
Terrängen runt Cantón las Cruces är huvudsakligen kuperad, men åt nordost är den bergig. Runt Cantón las Cruces är det ganska tätbefolkat, med 179 invånare per kvadratkilometer. Närmaste större samhälle är Huixtla, 14,6 km väster om Cantón las Cruces. I omgivningarna runt Cantón las Cruces växer i huvudsak städsegrön lövskog.